# Trident de Newton

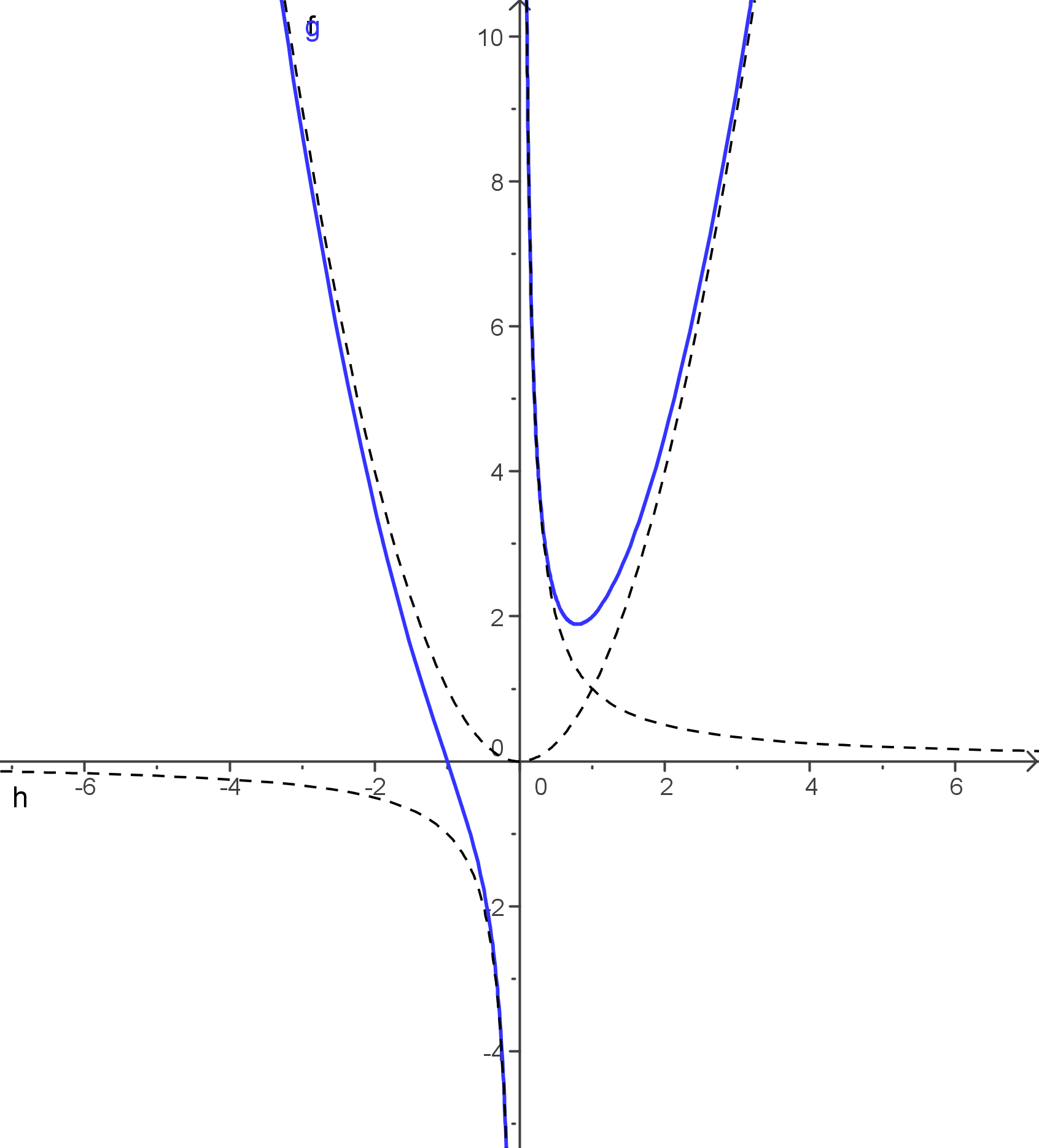
Trident d'equació y = x²+1/x

El trident de Newton és el nom donat a una corba estudiada per Isaac Newton. Se la designa també de vegades com paràbola de Descartes - encara que no sigui una paràbola.

## Classificació de les cúbiques
En un estudi fet el 1676 però publicat el 1704, Newton intenta classificar totes les corbes cúbiques, és a dir les corbes planes l'equació de les quals és de la forma:
{\displaystyle ax^{3}+bx^{2}y+cxy^{2}+dy^{3}+ex^{2}+fxy+gy^{2}+hx+iy+j=0\,}
N'enumera 72 tipus que pot endreçar en quatre classes per canvis apropiats:
1. les corbes d'equació {\displaystyle xy^{2}+ey=ax^{3}+bx^{2}+cx+d}
2. les corbes d'equació {\displaystyle xy=ax^{3}+bx^{2}+cx+d}
3. les corbes d'equació {\displaystyle y^{2}=ax^{3}+bx^{2}+cx+d}
4. les corbes d'equació {\displaystyle y=ax^{3}+bx^{2}+cx+d}

Els tridents de Newton són les corbes de tipus (2)

## Equació cartesiana
Els tridents de Newton tenen per equació cartesiana canònica:
{\displaystyle xy=ax^{3}+bx^{2}+cx+d\,}
on a i d són no nuls.

## Anàlisi

### Domini de definició
Els tridents de Newton no estan definits a 0. El seu dominit de definició és per tant:
{\displaystyle D_{f}=\mathbb {R} ^{*}}

### Derivada
Són funcions racionals. Són per tant derivables a {\displaystyle D_{f}}, i la seva derivada és:
{\displaystyle f^{'}(x)=2ax+b-{\frac {d}{x^{2}}}}

### Límits

#### Límit a l'infinit
A l'infinit, els tridents de Newton tendeixen o bé cap a {\displaystyle +\infty }, o bé cap a {\displaystyle -\infty }.
Si a>0 llavors {\displaystyle \lim _{x\to \pm \infty }f(x)=+\infty }.
Si a<0 llavors {\displaystyle \lim _{x\to \pm \infty }f(x)=-\infty }.

#### Límits a 0
A 0, els tridents de Newton tendeixen cap a {\displaystyle +\infty } o {\displaystyle -\infty }.
Si d>0 llavors {\displaystyle \lim _{x\to 0^{+}}f(x)=+\infty } i {\displaystyle \lim _{x\to 0^{-}}f(x)=-\infty }.
Si d<0 llavors {\displaystyle \lim _{x\to 0^{+}}f(x)=-\infty } i {\displaystyle \lim _{x\to 0^{-}}f(x)=+\infty }.

### Asímptotes
Tenen per a asímptotes la paràbola d'equació
{\displaystyle y=ax^{2}+bx+c}
així com la hipèrbole d'equació
{\displaystyle y={\frac {d}{x}}}

## Intersecció amb l'eix d'abscisses
Es compten entre un i tres punts d'intersecció entre un trident de Newton i l'eix d'abscisses segons el valor dels coeficients a, b, c, d.

## Relació amb el foli de Descartes
El canvi de variable
{\displaystyle x={\frac {X}{Y}}} et {\displaystyle y={\frac {1}{Y}}}
Porta a una equació de la forma:
{\displaystyle XY=aX^{3}+bX^{2}Y+cXY^{2}+dY^{3}\,}
En particular, la corba d'equació {\displaystyle y=x^{2}+{\frac {1}{x}}} es transforma en un foli de Descartes